# Партия венгров Украины
Партия венгров Украины (венг. „KMKSZ” Ukrajnai Magyar Párt, укр. Партія угорців України) — политическая партия Украины. Отстаивает политические интересы венгерского меньшинства (конкурируя на этом поле с Демократической партией венгров Украины). Аббревиатура «KMKSZ» означает «Общество венгерской культуры Закарпатья» — под данным названием партия, как общественная организация, действует вне выборов.

## Лидер
Первым лидером партии был Николай Ковач, 1968 года рождения, являвшийся депутатом Верховной Рады 3-го созыва (с марта 1998 по апрель 2002 года) и кандидатом на выборах в Раду в 2002 году. В 72-м избирательном округе в Закарпатской области, выдвигался в кандидаты на выборах и занял второе место, набрав 30,55 % голосов избирателей.
По состоянию на 2015 год главой партии является Василий (Ласло) Брензович, председатель Общества венгерской культуры Закарпатья и первый заместитель председателя Закарпатского областного совета, избранный в 2014 году в украинский парламент от «Блока Петра Порошенко».

## Деятельность
1 мая 2014 года Общество венгерской культуры Закарпатья подписало соглашение о сотрудничестве с кандидатом в Президенты Украины Петром Порошенко, в котором последний, в частности, обещал обеспечить парламентское представительство венгров Закарпатья, а KMKSZ, в ответ, заявила о его поддержке на пост Президента Украины. В дальнейшем, в связи с данным соглашением, во время парламентских выборов Блок Петра Порошенко предложил главе KMKSZ 62-е место в своём списке, в результате чего Василий (Ласло) Брензович прошёл в парламент.
11 августа 2015 совместно с Демократическим союзом венгров Украины/Демократической партией венгров Украины (UMDSZ) обратилась к Центральной избирательной комиссии и первым лицам государства касательно учёта этнического состава Закарпатья на местных выборах и печати бюллетеней на венгерском языке. 
5 сентября 2015 года при посредничестве вице-премьер-министра Венгрии Жолта Шемьена подписала соглашение о сотрудничестве на октябрьских выборах в местные советы с Демократическим союзом венгров Украины/Демократической партией венгров Украины (UMDSZ). В соответствии с данным документом, партии создадут совместный паритетный (50% на 50%) избирательный список, в областной совет список депутатов будет возглавлять представитель KMKSZ. Кроме того был создан совместный комитет для согласований действий на выборах. Цели данного союза — преодолеть 5%-й барьер для прохождения в Закарпатский областной совет и сформировать большинство в Виноградовском и Береговском районных советах.

## Местные выборы
По итогам местных выборов партия прошла в Ужгородский городской совет в Закарпатской области, набрав чуть более 5%. 
Избирательная кампания партии привела к очередному конфликту между Украиной и Венгрией.
25 октября во время голосования на украинских местных выборах министр иностранных дел Венгрии Петер Сийярто призвал проживающих в Закарпатье венгров поддержать «Партию венгров Украины», что было воспринято украинской стороной как попытка вмешательства во внутренние дела.
26 октября министерство иностранных дел Украины вручило послу Венгрии на Украине Иштвану Ийдярто ноту протеста «в связи с фактами политической агитации венгерских официальных лиц в пользу одной из политических партий на местных выборах Украины 25 октября 2020 года». 